# Thomas Kuzio
Thomas Kuzio (* 29. März 1959 in Altentreptow, Mecklenburg-Vorpommern) ist ein deutscher Maler, Grafiker und Glasbildner.

## Biografie
Thomas Kuzio wurde 1959 in Altentreptow in Mecklenburg geboren. Mit dem Abitur machte er einen Berufsabschluss als Baufacharbeiter. Nach einem Glasmalerpraktikum studierte Kuzio von 1981 bis 1989 künstlerische Glasgestaltung bei Rüdiger Reinel an der Burg Giebichenstein Kunsthochschule Halle (Diplom). Seit 1989 lebt und arbeitet er in Sommersdorf am Kummerower See in Mecklenburg-Vorpommern.

## Werk
Thomas Kuzio arbeitet bei der Gestaltung von Glasfenstern neben der klassischen Materialverwendung des mundgeblasenen Echtantikglases und der Verbleiungstechnik vor allem mit einer ausgeprägten glasmalerischen Technik. Pointillismus, Drip Painting und expressiver Farbeinsatz in geometrischen Strukturen kennzeichnen den Stil seiner Glasarbeiten und Tafelbilder. Kuzios glasbildnerische Arbeiten bewahren eine große Autonomie gegenüber der umgebenden Architektur.
Der Zyklus von 1996 für die profanierte neoromanische Kirche St. Josef in Neubrandenburg (Multikulturelles Zentrum Latücht) gilt als Schlüsselwerk für Kuzios Bildsprache. Die farbliche Binnenstruktur und die handwerkliche Technik lassen die neun Rundbogenfenster zum Hauptschmuck des sonst schlichten Baus werden.
Der 2002 entstandene Fensterzyklus von Altarraum und Chor der Evangelischen Kirche Bartholomäus in Ribnitz-Damgarten zeigt Kuzios gereiften Personalstil in einem anspruchsvollen architektonischen Kontext. Hier sind erstmals auch ikonografische Bezüge zur Ausstattung des Altarraums hergestellt.
Für die Verglasung des Chores der evangelisch-reformierten Kathedral- und Stadtkirche St. Jakob in Köthen hat Kuzio 2006 im Entwurf einen Restbestand figürlicher Glasmalerei aus dem 15. Jahrhundert mit einem streng konstruktivistischen Bleiriss ergänzt.
Bislang bedeutendste Arbeit des Künstlers ist 2012 die Ausstattung von Krypta und Taufkapelle des Doms St. Peter und St. Paul in Naumburg mit vier Fenstern. Im Mai 2017 wurde bekanntgegeben, dass Kuzio den Auftrag zur künstlerischen Gestaltung des letzten Fensters im südlichen Seitenschiff des Ulmer Münsters erhalten hat, das seit dem Zweiten Weltkrieg noch mit einer Notverglasung versehen war. Die Einweihung des 13 Meter hohen Ulmer Kuzio-Fensters fand am Pfingstsonntag im Mai 2018 statt.
Neben seiner architekturbezogenen Arbeit mit Glas fertigt Kuzio auch malerische, zeichnerische und druckgrafische Werke.

## Architekturbezogene Arbeiten (Auswahl)
- Altarfenster Kirche St. Thomas, Neubrandenburg, 1991.
- Fenster Ev. Kirche Groß Markow, 1994.
- Katafalkfenster Friedhof Carlshöhe, Neubrandenburg, 1995.
- Fenster ehemalige Kirche St. Joseph, Neubrandenburg, 1996
- Fenster Krankenhauskapelle im Klinikum, Neubrandenburg, 1996
- Altarfenster, Chorraum, Sakristei Evangelischen Kirche Bartholomäus, Ribnitz-Damgarten, 2002
- Fenster Friedhofskapelle, Neukloster, 2003
- Fenster Kath. Kirche, Finnentrop–Ostentrop, 2004
- Fenster Ev. Kirche, Over, 2005
- Fenster Ev. Kirche, Barkow, 2006
- Katafalkfenster Feierhalle Friedhof, Graal-Müritz, 2008
- Fenster und Glaswände, Großer Saal, Herzog Borwin Gedächtnisheim, Neustrelitz, 2009
- Chorfenster Ev. Kirche, Radegast, 2010
- Fenster in der Apsis der Dorfkirche Rodleben, 2010
- Fenster in Krypta und Taufkapelle, Doms St. Peter und St. Paul, Naumburg, 2012
- Rundfenster in der Apsis und Wartehalle, Ev. Hauptkirche, Mönchengladbach-Rheydt 2012
- Fenster Raum der Stille, Ev. Kirche St. Marien, Grimmen, 2013
- Rosetten und Schifffenster Kath. Kirche Mariä Himmelfahrt, Schwedt/Oder, 2013
- Nördliches Seitenschiff und Friedensfenster Ulmer Münster, 2022

## Ehrungen und Stipendien
- 1989: Bayerischer Staatspreis für Innovation
- 1990: Förderstipendium der Stiftung Kulturfons Berlin
- 2002: Stipendium des Landes Mecklenburg-Vorpommern
- 2008: Landesbaupreis des Landes Mecklenburg-Vorpommern